# Grovtaggigt björnbär
Grovtaggigt björnbär (Rubus steracanthos) är en rosväxtart som beskrevs av P. J. Müll. och Jean Nicolas Boulay. Enligt Catalogue of Life ingår Grovtaggigt björnbär i släktet rubusar och familjen rosväxter, men enligt Dyntaxa är tillhörigheten istället släktet rubusar och familjen rosväxter. Artens livsmiljö är skogslandskap, jordbrukslandskap. Inga underarter finns listade i Catalogue of Life.